# Dreta
Die Dreta ist ein  rechter Nebenfluss der Savinja in der slowenischen historischen Landschaft Untersteiermark. 
Sie entspringt auf dem Gebiet der Gemeinde Gornji Grad in den Steiner Alpen in der Nähe des Črnivec-Passes auf dessen östlicher Seite.
Das Gewässer fließt größtenteils in nordöstlicher Richtung entlang des Zadrečka-Tals am Nordfuß der bewaldeten Hochebenen Menina und Dobrovlje, passiert dabei Gornji Grad  und mündet in Nazarje in den Savinja.
Die wichtigsten rechten Zuflüsse sind Sidebonica, Hudovinc, Voložnica, Mostni graben, Suha und Črni graben. Von links münden Mačkovec, Rogačnica, Kanolščica, Šokatnica und Lizavnica ein.